# 12ª Brigata aerea dell'esercito "Maggior generale Viktor Pavlenko"
La 12ª Brigata aerea autonoma dell'esercito "Maggior generale Viktor Pavlenko" (in ucraino 12-та окрема бригада армійської авіації імені генерал-хорунжого Віктора Павленка?, 12-ta okrema bryhada armijs'koï aviaciï imeni heneral-chorunžoho Viktora Pavlenka, unità militare A3913) è un'unità dell'aviazione dell'esercito dell'Ucraina, direttamente subordinata al Comando delle Forze terrestri e con base a Novyj Kalyniv.

## Storia
Le origini della brigata risalgono al 340º Reggimento d'aviazione a lungo raggio, costituito per la prima volta nell'aprile 1943 in Unione Sovietica. Nel 1944 divenne un reggimento da bombardamento, mentre nel 1946 venne riorganizzato in reggimento da trasporto aereo. Infine, nel 1959, venne trasformato in un reggimento elicotteri. Dopo il crollo dell'URSS, all'inizio del 1992 passò sotto la giurisdizione dell'Ucraina, venendo ribattezzato 7º Reggimento aereo dell'esercito il 2 febbraio.
A partire dal 1995 le truppe del reggimento sono state coinvolte nelle operazioni di peacekeeping delle Nazioni Unite, operando in Jugoslavia, Sierra Leone, Liberia, Costa d'Avorio, Iraq e Repubblica Democratica del Congo.
Nel marzo del 2014, in seguito all'occupazione russa della Crimea, il reggimento venne coinvolto nei combattimenti operando dagli aeroporti di Čornobaïvka e Myrhorod. Il 26 maggio 2014 tre elicotteri Mi-24 hanno preso parte alla battaglia per l'aeroporto di Donec'k. L'unità continuò a partecipare agli scontri in Donbass fino al 2015.
Nel 2016 il reggimento venne trasformato nell'attuale 12ª Brigata aerea dell'esercito. Il 5 dicembre 2020 l'unità venne ufficialmente dedicata al maggior generale Viktor Pavlenko.
Durante l'invasione russa dell'Ucraina del 2022 ha svolto missioni di combattimento nelle regioni di Kiev, Charkiv, Dnipropetrovs'k, Zaporižžja, Luhans'k e Donec'k.

## Simboli
Lo stemma della brigata raffigura una viverna d'argento su fondo verde, la quale simboleggia il potere dell'aviazione militare che distrugge il nemico dal cielo. Le ali della viverna rappresentano i rotori degli elicotteri che ruotano nell'aria.

## Comandanti
- Colonnello Jurij Verbel'čuk (2008-2014)
- Colonnello V'jačeslav Severylov (2014-2020)
- Colonnello Vitalij Panasjuk (2020-2022)
- Colonnello Dmytro Kul'kevič (2022-in carica)